# Szemere György (író)
Szemere György, Szemere Artúr György (Szabolcs, 1863. október 30. – Budapest, 1930. szeptember 6.) földbirtokos, író, a Kisfaludy Társaság és a Petőfi Társaság tagja. Szemere Huba lapszerkesztő és országgyűlési képviselő testvérbátyja.

## Pályája
Az irodalomtörténetből ismert Szemere család leszármazottja, Szemere Ödön és Csemiczky Sarolta fia. (Esküvőjükön 1862. október 28-án Pesten, a Deák téri evangélikus templomban tanúként jelen volt Madách Imre).
Jogi tanulmányainak budapesti elvégzése után nagyobb külföldi útra indult. 1887-ben szolgabíró lett Zemplén megyében. Hivatalát 1892-ben később gazdálkodással cserélte fel, majd a fővárosba költözött. 1906-ban a Magyar Szemle, 1910-ben a Világ című lapot, 1917-től pedig az Országgyűlési Naplót szerkesztette.
Aránylag későn kezdett irodalmi tervekkel foglalkozni. Írásaiban a tiszántúli földesurak és a szabolcsi parasztok alakjai a hagyományos népies megvilágításban jelennek meg (A Dobay-ház, Magyar virtus, A madarasi király, A két jómadár). A dzsentri pusztulása, a nemesi gőg és a polgári munka ellentéte foglalkoztatja. Keserű alaphangú regényében, a Komédiákban (1913) a modern polgári társadalom és irodalom lehangoló képét adja, a konzervatív és a radikális csoportok torzsalkodását keserű szatirával mutatja be. Elbeszélő munkáin kívül néhány színművet is írt.

## Munkái
- A Dobay-ház. Regény. Budapest, 1902
- A halász regénye. Regény. Budapest, 1902
- Magyar virtus. Novellák. Budapest, 1903
- Az egyéniség. Színmű. Nemzeti Színház: 1903
- A madarasi király. Regény. Budapest, 1904
- Erősek és gyengék. Színmű. (Bemutató: Nemzeti Színház, 1905. április 8.)
- A mi mindennél erősebb. Regény. Budapest, 1906
- Az alispán úr. Regény. Budapest, 1906
- A siralomházban Színmű. (Bemutató: Nemzeti Színház, 1906. március 31.)
- Doktor Mefisztofelesz Regény. Budapest, 1907
- A Forray-család. Regény. Budapest, 1907
- Magyarország Amerikában. Humoros regény. Budapest, 1907 (A kivándorlókat az ottani élet sok mindenre megtanítja, amit nem tudtak megtanulni itthon.)
- Mimi komtesz. Novellák. Budapest, 1908
- Ugor Ágnes. Regény. Budapest, 1909
- Ő. Színmű. Magyar Színház: 1910
- A Kont-eset. Regény. Budapest, 1911 (Hédervári Kont, a Zsigmond király korában lefejezett nemesúr föltámad poraiból. A fantasztikus mese több pontján erősen érződik Mikszáth Kálmán Új Zrínyiászának hatása.)
- A hazátlanok. Regény. Budapest, 1912 (A kivándorló magyarok sorsát sötét színekkel ábrázolja az író.)
- A két jómadár. Novellák. Budapest, 1913
- Komédiák. Regény. Budapest, 1913
- Igaz történetek. Elbeszélések az ifjúság számára. Budapest, 1914
- Apró regények és esetek. Novellák. Budapest, 1915
- Két világ. Regény. Budapest, 1917 (Az író sóvárogva tekintett kelet felé, a nyugati erkölcsökben a magyarság romlásának egyik okát látta. Regényében japán-barátságának emelt emléket, a japán nő eszményi alakját rajzolta meg.)
- A drága forint. Novellák. Budapest, 1917
- Füllentő Gergely tizenöt válogatott virtusa. Elbeszélések az ifjúság számára. Budapest, 1917
- Két leány. Regény. Budapest, 1918
- A Bikkfalvy-kúria. Regény. Budapest, 1918
- Ritkaságok. Novellák. Budapest, 1918
- Egy falusi kisasszony története. Regény Budapest, 1921
- A kótaji csudakovács. Regény. Budapest, 1921
- Ronthó Böszörmény. Regény. Budapest, 1921 (Önéletrajzi regény; az író családja, a polgári életformára átváltó földbirtokos-família története.)
- Viszontlátás. Színmű. Nemzeti Színház: 1922 (Hőse, a világháborút becsülettel megjárt parasztkatona csalódik feleségében.)
- Andris csillaga; Stádium, Bp., 1942 (Nemzeti könyvtár)
- Doktor Mefisztofelesz; Franklin, Bp., 1943 (Franklin-könyvek)